# Shon Bezeten
Shon Bezeten is een fantasyboek van de Britse schrijfster Tanith Lee.

## Verhaal
Wie zich 's nachts in het woud waagt, wordt gegrepen en bezeten door de flonkerende Kinderen des Doods, die in de nacht op gevleugelde paarden uit hun gouden paleis zwermen. Diegenen die in het woud worden overvallen worden anders...